# Boston Society of Film Critics Awards 2003
La 24ª edizione dei Boston Society of Film Critics Awards si è svolta il 14 dicembre 2003.

## Premi

### Miglior film
- Mystic River, regia di Clint Eastwood
  - 2º classificato: Lost in Translation - L'amore tradotto (Lost in Translation), regia di Sofia Coppola

### Miglior attore
- Bill Murray - Lost in Translation - L'amore tradotto (Lost in Translation)
  - 2º classificato: Sean Penn - Mystic River

### Migliore attrice
- Scarlett Johansson - Lost in Translation - L'amore tradotto (Lost in Translation)
  - 2º classificato: Naomi Watts - 21 grammi (21 Grams)

### Miglior attore non protagonista
- Peter Sarsgaard - L'inventore di favole (Shattered Glass)
  - 2º classificato: Alec Baldwin - The Cooler

### Migliore attrice non protagonista
- Patricia Clarkson - Schegge di April (Pieces of April) e Station Agent (The Station Agent)
  - 2º classificato: Ludivine Sagnier - Swimming Pool

### Miglior regista
- Sofia Coppola - Lost in Translation - L'amore tradotto (Lost in Translation)
  - 2º classificato: Peter Jackson - Il Signore degli Anelli - Il ritorno del re (The Lord of the Rings: The Return of the King)

### Migliore sceneggiatura
- Shari Springer Berman e Robert Pulcini - American Splendor
  - 2º classificato: Sofia Coppola - Lost in Translation - L'amore tradotto (Lost in Translation)

### Miglior fotografia
- Olli Barbé, Michel Benjamin, Sylvie Carcedo-Dreujou, Laurent Charbonnier, Luc Drion, Laurent Fleutot, Philippe Garguil, Dominique Gentil, Bernard Lutic, Thierry Machado, Stéphane Martin, Fabrice Moindrot, Ernst Sasse, Michel Terrasse e Thierry Thomas - Il popolo migratore (Le peuple migrateur)
  - 2º classificato: Benoît Debie e Gaspar Noé - Irréversible

### Miglior documentario
- Una storia americana - Capturing the Friedmans (Capturing the Friedmans), regia di Andrew Jarecki
  - 2º classificato: The Fog of War - La guerra secondo Robert McNamara (The Fog of War), regia di Errol Morris

### Miglior film in lingua straniera
- Appuntamento a Belleville (Les Triplettes de Belleville), regia di Sylvain Chomet  ·  Belgio/ Canada/ Francia
  - 2º classificato: Irréversible, regia di Gaspar Noé  ·  Francia

### Miglior regista esordiente
- Andrew Jarecki - Una storia americana - Capturing the Friedmans (Capturing the Friedmans)
  - 2º classificato: Sylvain Chomet - Appuntamento a Belleville (Les Triplettes de Belleville)

### Miglior cast
- Mystic River
  - 2º classificato: A Mighty Wind - Amici per la musica (A Mighty Wind)